# Merek (plaats)
Merek is een bestuurslaag in het regentschap Karo van de provincie Noord-Sumatra, Indonesië. Merek telt 1863 inwoners (volkstelling 2010).